# 中野登美雄

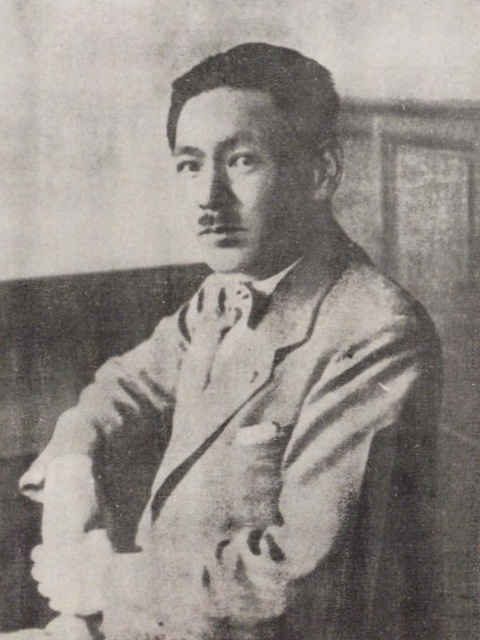
中野登美雄

中野 登美雄（なかの とみお、1891年（明治24年）7月13日 - 1948年（昭和23年）5月21日）は、日本の法学者、早稲田大学第5代総長、立教大学元教授。専門は公法学。

## 人物・来歴
1891年7月13日、北海道札幌市に遠藤俊の五男として生まれ、後に中野家の養子となる。
1913年6月、早稲田大学高等予科を、1916年6月、早稲田大学大学部政治経済科を卒業し、同年9月、早稲田大学研究科に入学する。副島義一、中村進午の下で国法学、国際法学を専攻する。
1918年9月、アメリカ合衆国に留学し、シカゴ大学で語学研修等を受けた後、1919年10月から1922年6月までジョンズ・ホプキンズ大学に在学し、ウェステル・ウィロビー（英語: Westel W. Willoughby）の下で政治学、公法学を学ぶ。1922年6月、Ph.D.の学位論文『命令論』を提出し、大学出版部から出版される。アメリカでの留学の後にヨーロッパに渡り、1922年10月からドイツのハイデルベルク大学においてはリチャード・アンシュッツ（英語: Richard Anschütz）の下で、1923年5月から
フランスのソルボンヌ大学においてはガストン・ジェーズ（英語: Gaston Jèze）の下で研究に従事する。
1923年9年に帰国して早稲田大学の助教授となり、1924年10月に教授となる。1936年3月19日付で、論文「統帥権の独立」が学位授与の認可を受ける。1927年2月から1941年3月まで、政治経済学部科教務主任となる。立教大学経済学部の教授も務めた。1942年10月から1944年9月まで、政治経済学部長となる。また、1944年3月からは常務理事を兼務する。
1944年8月22日、早稲田大学総長である田中穂積が逝去したことにより、同年10月より早稲田大学総長となる。1946年1月24日、総長の辞職を申し出て、翌日に理事会の承認を受ける。
1946年10月、大日本言論報国会理事を該当事項として、公職追放を受ける。
1948年5月21日、狭心症により新宿区戸塚の自宅で逝去する。享年58歳。

## 家族
妻の清は巌本善治と若松賤子の長女。息子に中野徹雄、孫にアメリカ研究者で一橋大学学長を務める中野聡がいる。

## 著作

### 単著
- The ordinance power of the Japanese emperor. Johns Hopkins Press. (1923)
- 『国法及び国法史の研究』敬文堂書店、1929年6月。
- 『法律綱要 公法編』雄風館書房〈現代公民講座 4〉、1932年2月。
- 『統帥権の独立』有斐閣、1934年4月。
  - 『統帥権の独立』原書房〈明治百年史叢書 第214巻〉、1973年9月。
- 『憲法学』早稲田大学出版部、1937年2月。
- 『憲法講義 その1』早稲田大学出版部、1938年2月。
- 『戦時の政治と公法』東洋経済出版部、1940年5月。
- 『日本翼賛体制』新公論社、1941年2月。
- 『戦時の政治と公法』東洋経済新報社出版部、1943年12月。
- 『国防体制法の研究』理想社、1945年7月。
  - 『国防体制法の研究』原書房〈明治百年史叢書 第292巻〉、1979年7月。

### 訳著
- ハンス・ケルゼン 著、中野登美雄 訳『国家原理提要』巌松堂書店、1927年10月。

## 論文
- 「仏国憲法ニ於ケル統帥権ト国務大臣ノ責任」『早稲田法学』第4号、早稲田大学法学会、1925年4月4日、1-53頁、NAID 120000793825。
- 「仏国憲法ニ於ケル統帥権ト国務大臣ノ責任（ニ）」『早稲田法学』第5号、早稲田大学法学会、1925年12月20日、54-87頁、NAID 120000793850。
- 「「ケルゼン」著国家原理提要」『早稲田法学』第7号、早稲田大学法学会、1927年7月10日、1-118頁、NAID 120000787909。